# Tiran
L'illa de Tiran (àrab: جزيرة تيران, jazīrat Tīrān) o illa de Yotvat és una illa d'Aràbia Saudita que antigament era administrada, juntament amb l'illa de Sanafir, per Egipte. Se situa a la mar Roja, a l'entrada del golf d'Aqaba, enfront de Xarm el-Xeikh.

## Història
Tiran pot ser l'illa que Procopi va anomenar Iotabe (grec antic: Ἰωτάβη), que era una important estació de peatge per a la navegació a la zona, però s'han proposat altres illes del golf d'Àqaba com a identificacions alternatives. Era habitada per jueus, els quals foren independents fins al temps de Justinià I, quan es van posar sota sobirania romana d'Orient.
L'any 473 un sarraí de nom Amorkesos va capturar l'illa i es va apropiar dels ingressos, però l'Imperi Romà d'Orient la va reprendre 25 anys després, atorgant autonomia als seus habitants, subjectes al pagament d'impostos sobre les mercaderies exportades a l'Índia. Al voltant de l'any 534, els romans d'Orient van haver de recuperar-lo de nou a partir d'un grup que Corici de Gaza va anomenar una raça impía, i que alguns estudiosos suposen que eren els habitants jueus que s'havien negat a pagar els impostos. Les primeres i últimes dates esmentades amb relació a Iotabe es donen en la participació dels bisbes de l'illa en els concilis eclesiàstics: Macari al Concili de Calcedònia l'any 451, en els actes del qual la diòcesi figura com a pertanyent a la província romana de Palaestina Tertia, i Anastasi en un Concili de Jerusalem l'any 536.
No hi ha cap menció d'Iotape en els relats de les conquestes islàmiques, cosa que suggereix que aleshores l'illa estava deshabitada. Com que ja no és un bisbat residencial, Iotape, en la seva forma llatina anomenada Iotapa a Palaestina, és avui catalogat per l'Església Catòlica Romana com a diòcesi titular. La referència de Procopi a una comunitat jueva autònoma a l'illa d'Iotabe fins al segle vi figurava en la retòrica israeliana durant la crisi de Suez i durant i immediatament després de la Guerra dels Sis Dies.
Tiran i Sanafir, va ser cedida oficialment a l'Aràbia Saudita com a part d'un acord de fronteres marítimes entre Egipte i l'Aràbia Saudita. L'acord va ser aprovat posteriorment pel Parlament egipci i finalment ratificat pel president egipci el 24 de juny de 2017.